# Adam Tadeusz Chodkiewicz
Adam Tadeusz Chodkiewicz herbu własnego (ur. w 1711, zm. w 1745) – wojewoda brzeskolitewski od 18 listopada 1735, starosta błudeński, wieloński i daugielski.
W 1735 roku podpisał uchwałę Rady Generalnej konfederacji warszawskiej. W 1740 został odznaczony Orderem Orła Białego.
Jego rodzicami byli Jan Karol Chodkiewicz i Cecylia z Sapiehów. W 1738 ożenił się z Ewą Rozalią Czapską (córką wojewody pomorskiego Piotra Jana), a ich synem był Jan Mikołaj Chodkiewicz.